# Колумниста
Колумниста је редовни писац колумни у новинама или магазинима. Може бити професионални новинар или гостујући аутор који је стручњак у одређеној области, а понекад колумне пишу и тимови који се појављују под псеудонимом или именом бренда. Оне имају облик кратког есеја у коме писац нуди лично гледиште. Колумнисти обично пишу дневне или недељне колумне. 